# 알갱이

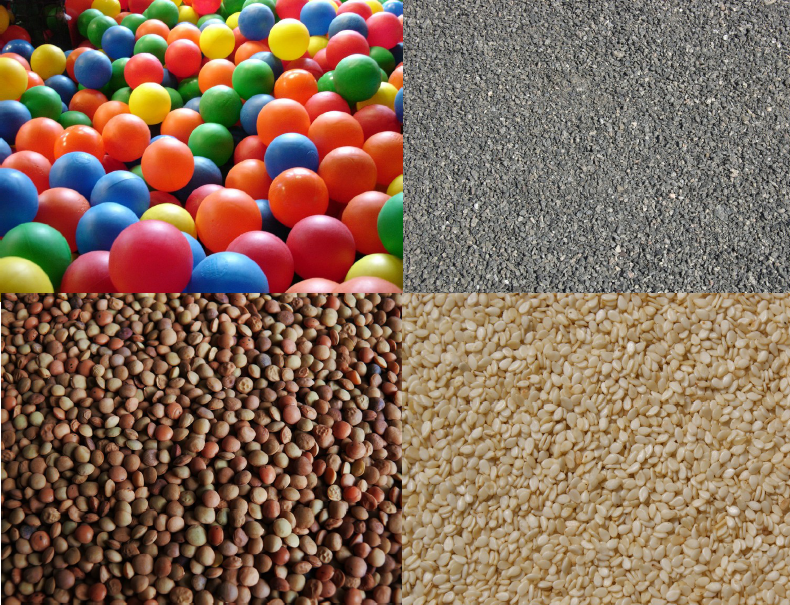
알갱이 물질들의 예

알갱이(granule) 또는 과립(顆粒)은 입자가 서로 자극을 줄 때마다 에너지를 잃음으로써 구성되는 것으로(가장 흔한 예로 알갱이가 충둘할 때 발생하는 마찰력을 수 있음), 육안으로 보이는 고체 입자의 덩어리이다.
알갱이 물질들의 예로는 눈, 견과류, 석탄, 모래, 쌀, 커피, 콘플레이크, 비료, 볼 베어링 등이 있다. 가루는 입자 크기가 작기 때문에 특별한 종류의 알갱이 물질로 간주된다.

## 같이 보기
- 모래성
- 층밀림 늘기
- μ(I) 유변학: 알갱이 흐름에 대한 유변학의 하나의 모형